# Glacier du Chardonnet
Le glacier du Chardonnet est un glacier de France situé dans le massif du Mont-Blanc, sur la commune de Chamonix-Mont-Blanc.
Le glacier naît sur la face ouest de l'aiguille d'Argentière et sur l'adret du col et de l'aiguille du Chardonnet, à environ 3 300 mètres d'altitude, et se dirige vers le sud-ouest en direction du glacier d'Argentière. Il fait partie des glaciers latéraux situés en rive droite du glacier d'Argentière avec ceux des Rouges du Dolent, du Tour-Noir, des Améthystes et du Milieu au sud-est et du Trident, Adams Reilly et du Passon au nord-ouest. De l'autre côté du col du Chardonnet qui marque la frontière avec la Suisse se trouve le glacier de Saleinaz.

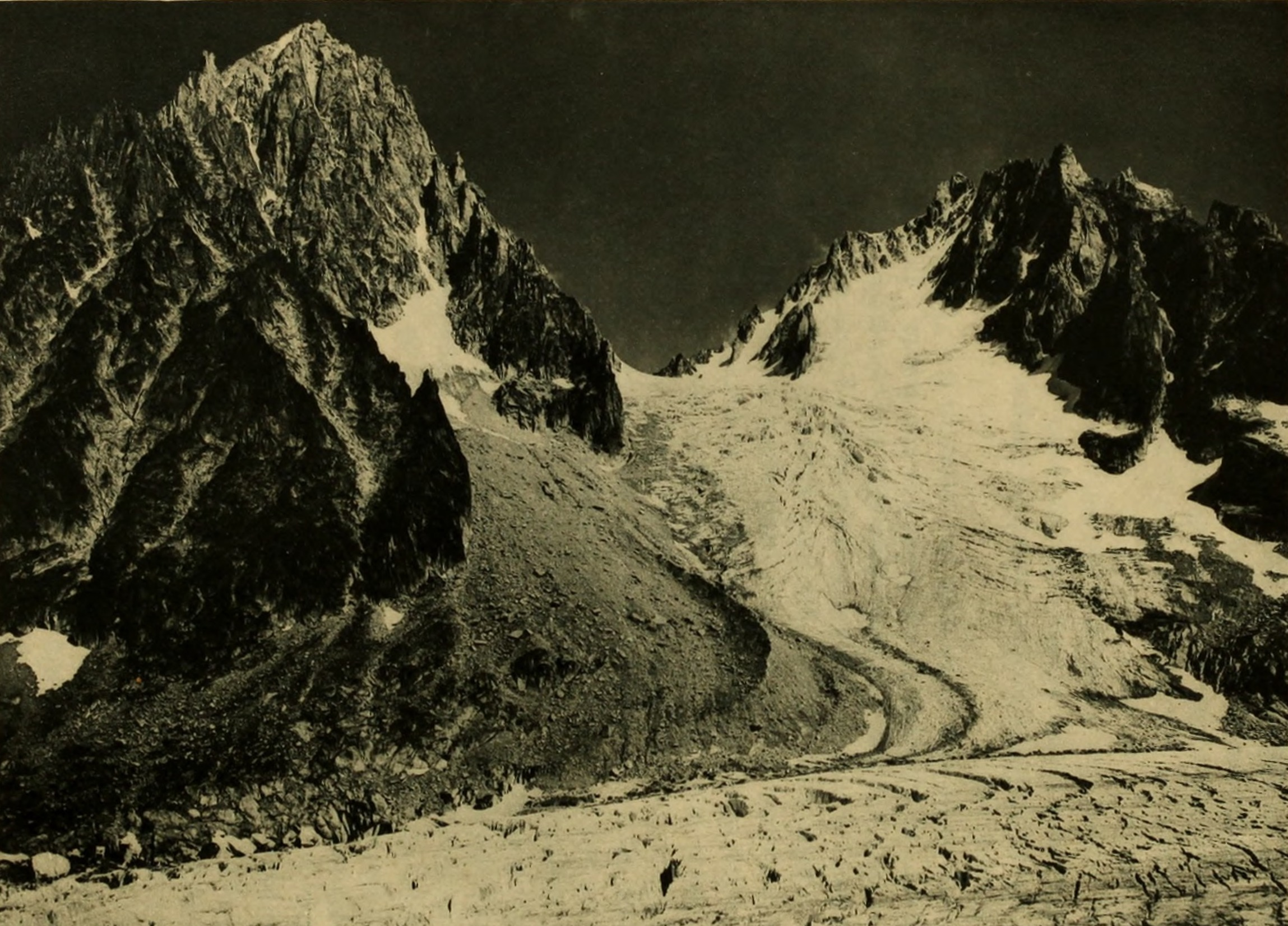
Le glacier du Chardonnet rejoignant celui d'Argentière en 1913.